# We Bought a Zoo
We Bought a Zoo — titulada Un lugar para soñar en España y Un zoológico en casa en Hispanoamérica— es una película estadounidense dirigida por Cameron Crowe y protagonizada por Matt Damon, Thomas Haden Church, Colin Ford, Scarlett Johansson, Maggie Elizabeth Jones, Desi Lydic, Patrick Fugit y Elle Fanning. Su estreno en Estados Unidos fue el 23 de diciembre de 2011.
La historia está basada en las memorias de Benjamin Mee, que narran cómo él y su familia usaron los ahorros de toda su vida para comprar el Dartmoor Zoological Park, un destartalado parque zoológico que albergaba a doscientos animales exóticos en la zona campestre de Sparkwell, Devon, Inglaterra, cercano a la ciudad de Plymouth.

## Argumento
Recientemente viudo Benjamin Mee (Matt Damon), todavía en duelo por su pérdida y para tratar con la expulsión de la escuela de su hijo de 14 años de edad Dylan (Colin Ford), decide hacer un nuevo comienzo con la compra de una nueva casa. Él recorre muchas casas con su hija de 7 años de edad, Rosie (Maggie Elizabeth Jones), y su agente de bienes raíces, el Sr. Stevens (JB Smoove), pero no encuentra ninguna que le guste a su hija hasta que encuentra en la lista lo que parece ser la casa perfecta. Conducen a una vieja casa grande y Benjamín inspecciona la propiedad, le dice a su agente de bienes raíces que es perfecta. Cuando oyen un rugido de león, Stevens explica que la casa cuenta con un zoológico en la parte de atrás, que se cerró varios años antes; si quieren la casa, tienen que comprar el zoológico.
Aunque renuente al principio, Benjamin decide comprar el zoológico cuando ve a Rosie que juega feliz con los pavos reales. Dylan, sin embargo, odia la idea de alejarse de sus amigos. El hermano de Benjamín, Duncan (Thomas Haden Church), intenta disuadirlo de la compra, pero Benjamin la compra de todos modos. El personal del zoológico, liderado por Kelly Foster de 28 años (Scarlett Johansson), ayuda para iniciar la renovación del parque zoológico con la intención de volver a abrirlo al público. Cuando Kelly se enfrenta a Benjamin acerca de por qué se compró un zoológico, sin saber nada acerca de la ejecución de uno, Benjamin simplemente responde "¿Por qué no?". Mientras tanto Dylan se hace amigo de Lily Miska de 13 años de edad (Elle Fanning), Lily desarrolla un interés romántico por Dylan aunque a él le es indiferente.
Un inspector de la estricta USDA, Walt Ferris (John Michael Higgins), llega para una inspección sorpresa y hace una lista de las reparaciones que costarían alrededor de $ 100.000, que Benjamin no tiene. Rhonda Blair (Carla Gallo), contadora del zoológico, cuenta chismes acerca de que Benjamín probablemente venda el zoológico. Desmoralizado los trabajadores temen que la propiedad se venda a un comprador que quiera cerrarlo.
Cuando Lily le dice a Dylan que oyó que su familia podría estar renunciando al compromiso del zoológico, él está muy contento, lo que perjudica a sus sentimientos. Benjamin descubre que su mujer le legó una cuenta de inversión, con las instrucciones para usar el dinero sabiamente mientras escucha a su corazón. Duncan le aconseja alejarse y empezar de nuevo con el dinero, pero Benjamin decide utilizar el dinero para reparar el zoológico. Si bien esto levanta la moral de los trabajadores del zoológico, Dylan es infeliz por tener que quedarse; se enfrenta a su padre, y le sobreviene una acalorada discusión. Se reconcilian a la mañana siguiente y Dylan admite que echa de menos a Lily. Benjamin da un consejo a su hijo utilizando su principio favorito, que sólo necesita 20 segundos de coraje para lograr grandes cosas. Benjamin se da cuenta de que en lugar de tratar de empezar de nuevo por olvidar a su esposa, él debe aceptar que ella siempre será una parte de él.
Antes de la inauguración del parque zoológico, la instalación pasa a una inspección muy rigurosa por fortuna, el inspector de mala gana les desea buena suerte. Dylan, siguiendo el consejo de su padre, le confiesa a Lily que la ama y ella lo perdona. La semana antes de la apertura, la peor tormenta en 100 años se acerca ese fin de semana. Es la mañana de la inauguración y están decepcionados cuando no llegan los visitantes. Descubren que un árbol caído ha bloqueado la carretera de acceso, con una gran multitud de visitantes que espera detrás de ella. El personal los ayuda a trepar por el árbol. Hay tantas personas que se quedan sin boletos, obligando a Benjamin y Kelly a buscar más. Terminan cara a cara en un cobertizo, donde Kelly admite a Benjamín que está interesado en él romanticamente. Ella lo besa, diciéndole que tal vez puedan hacerlo de nuevo en la víspera de Año Nuevo; Benjamin besa a su espalda, y le dice que él está mirando adelante a la misma.
Benjamin lleva a sus hijos al restaurante donde conoció a su madre, explicando que era el punto de que su existencia se convirtió en una posibilidad. Él los lleva a través del encuentro de ese día, donde Benjamin trabajó hasta el descaro de hablar con su futura esposa con "20 segundos de coraje", y se acerca a la mesa en la que estaba. Se visualiza ella (Stephanie Szostak) sentado allí, y le pregunta por qué una mujer tan increíble que hablaría con alguien como él. Ella responde: "¿Por qué no?"

## Reparto
| Actor                  | Personaje            | Descripción                                                       |
| ---------------------- | -------------------- | ----------------------------------------------------------------- |
| Matt Damon             | Benjamin Mee         |                                                                   |
| Scarlett Johansson     | Kelly Foster         |                                                                   |
| Thomas Haden Church    | Duncan Mee           |                                                                   |
| Colin Ford             | Dylan Mee            |                                                                   |
| Maggie Elizabeth Jones | Rosie Mee            |                                                                   |
| Elle Fanning           | Lily Miska           |                                                                   |
| Patrick Fugit          | Robin Jones          | El artesano del zoológico y es "Crystal" el propietario del mono. |
| John Michael Higgins   | Walter "Walt" Ferris |                                                                   |
| Angus Macfadyen        | Peter MacCreedy      |                                                                   |
| Carla Gallo            | Rhonda Blair         |                                                                   |
| J.B. Smoove            | Sr. Stevens          |                                                                   |
| Stephanie Szostak      | Katherine Mee        |                                                                   |
| Desi Lydic             | Shea Seger           |                                                                   |
| Peter Riegert          | Delbert McGinty      |                                                                   |
| Michael Panes          | Director de escuela  |                                                                   |
| Dustin Ybarra          | Nathan               |                                                                   |
| Kym Whitley            | Eve                  |                                                                   |
| Crystal the Monkey     | Él mismo             |                                                                   |
| Bart / Tank el Oso     | Buster               |                                                                   |
| Taylor Cerza           | Patrón del zoológico | Acreditado como Taylor Victoria                                   |

## Banda sonora
| Pista | Título               | Intérprete      | Duración |
| ----- | -------------------- | --------------- | -------- |
| 1     | Why Not?             | Jónsi           | 4:49     |
| 2     | Ævin Endar           | Jónsi           | 3:32     |
| 3     | Boy Lilikoi          | Jónsi           | 4:29     |
| 4     | Sun                  | Jónsi           | 1:50     |
| 5     | Brambles             | Jónsi           | 2:24     |
| 6     | Sinking Friendships  | Jónsi           | 4:42     |
| 7     | We Bought a Zoo      | Jónsi           | 4:21     |
| 8     | Hoppípolla           | Sigur Rós       | 4:30     |
| 9     | Snærisendar          | Jónsi           | 2:43     |
| 10    | Sink Ships           | Jónsi           | 2:21     |
| 11    | Go Do                | Jónsi           | 4:41     |
| 12    | Whole Made of Pieces | Jónsi           | 2:47     |
| 13    | Humming              | Jónsi           | 2:33     |
| 14    | First Day            | Jónsi           | 1:40     |
| 15    | Gathering Stories    | Jónsi           | 3:56     |
|       |                      | Duración total: | 51:12    |

### Pistas de la película que no aparecen en el Álbum
| Título                             | Intérprete                         |
| ---------------------------------- | ---------------------------------- |
| «Don't Come Around Here No More»   | Tom Petty and the Heartbreakers    |
| «Do It Clean»                      | Echo & the Bunnymen                |
| «Airline to Heaven»                | Wilco                              |
| «Don't Be Shy»                     | Cat Stevens                        |
| «Living with the Law»              | Chris Whitley                      |
| «Last Medicine Dance»              | Mike McCready                      |
| «Buckets of Rain»                  | Bob Dylan                          |
| «I'm Open»                         | Eddie Vedder                       |
| «No Soy Del Valle»                 | Quantic Presenta Flowering Inferno |
| «Like I Told You»                  | Acetone                            |
| «Ashley Collective»                | Mike McCready                      |
| «For a Few Dollars More»           | The Upsetters                      |
| «Hunger Strike»                    | Temple of the Dog                  |
| «Mariachi El Bronx»                | Mariachi El Bronx                  |
| «Haleakala Sunset»                 | CKsquared                          |
| «Cinnamon Girl»                    | Neil Young                         |
| «Holocene»                         | Bon Iver                           |
| «Throwing Arrows»                  | Mike McCready                      |
| «Work to Do»                       | The Isley Brothers                 |
| «All Your Love (I Miss Loving)»    | Otis Rush                          |
| «I Think It's Going to Rain Today» | Randy Newman                       |

## Nominaciones y premios
| Año  | Otorga                              | Premio                                               | Receptor                                      | Resultado |
| ---- | ----------------------------------- | ---------------------------------------------------- | --------------------------------------------- | --------- |
| 2011 | Phoenix Film Critics Society Awards | Mejor Película Familiar de acción viva               | We Bought a Zoo                               | Nominada  |
| 2011 | Satellite Award                     | Mejor canción original                               | Jónsi y Cameron Crowe por «Gathering Stories» | Nominados |
| 2012 | Premios BMI                         | Mejor música para película                           | Jónsi                                         | Ganador   |
| 2012 | Teen Choice Awards                  | Mejor película: Drama                                | We Bought a Zoo                               | Nominada  |
| 2012 | Teen Choice Awards                  | Mejor actor en película: Drama                       | Matt Damon                                    | Nominado  |
| 2012 | Teen Choice Awards                  | Mejor actriz en película: Drama                      | Scarlett Johansson                            | Nominada  |
| 2012 | Young Artist Award                  | Mejor actor de reparto joven en película             | Colin Ford                                    | Nominado  |
| 2012 | Young Artist Award                  | Mejor actriz de reparto de hasta 10 años en película | Maggie Elizabeth Jones                        | Nominada  |